# Vanuatu
Vanuatu, formellt Republiken Vanuatu (engelska: Republic of Vanuatu franska: République de Vanuatu, bislama: Ripablik blong Vanuatu), före 1980 Nya Hebriderna, är en östat i Melanesien i sydvästra Stilla havet. Huvudstaden Port Vila ligger på ön Éfaté i ögruppens mellersta del. Ögruppen, som är av vulkaniskt ursprung, ligger cirka 1750 km öster om norra Australien, 500 km nordost om Nya Kaledonien, väster om Fiji och sydost om Salomonöarna och Nya Guinea.
Vanuatu beboddes först av melanesier. De första européerna att besöka öarna var deltagarna i en spansk expedition ledd av den portugisiske navigatören Fernandes de Queirós, som kom till Espiritu Santo 1605. Han gjorde anspråk på arkipelagen för Spaniens räkning och namngav den Espiritu Santo eller Helige Ande. På 1880-talet gjorde Frankrike och Storbritannien anspråk på delar av landet, och 1906 enades de om en ram för gemensam förvaltning av arkipelagen som Nya Hebriderna genom ett brittiskt-franskt kondominat. En självständighetsrörelse uppstod på 1970-talet, och Republiken Vanuatu grundades 1980.

## Etymologi
Landets namn härstammar från ordet vanua ("land" eller "hem"), som förekommer i flera austronesiska språk, och ordet tu ("stå"). Tillsammans indikerade de två orden självständig ställning för den nya nationen.

## Historia
Vanuatus förhistoria är oklar. Arkeologiska bevis stöder den gängse teorin att människor som talade austronesiska språk först kom till öarna cirka 4 000 år sedan. Keramikfragment har funnit som daterats till 1300–1100 f.Kr.

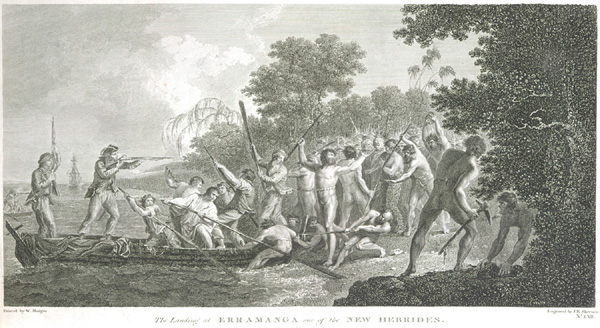
James Cooks landstigning på Erromango 1744.

Ögruppen upptäcktes av européerna 1606 när portugisiske upptäcktsresanden Pedro Fernandes de Queirós, som arbetade för spanska kronan, anlände till Espiritu Santo och kallade den La Austrialia del Espiritu Santo eller den "Sydliga landet av den helige Ande." Han trodde att han hade kommit till Terra Australis eller Australien. Européerna kom inte tillbaka förrän 1768, då Louis Antoine de Bougainville återupptäckte öarna. År 1774 namngav kapten James Cook öarna Nya Hebriderna, ett namn som skulle kvarstå till självständigheten.
År 1825 upptäckte köpmannen Peter Dillon sandelträ på ön Erromango, som påbörjade en ström av immigranter som avslutades 1830, efter en sammandrabbning mellan immigranter och polynesiska arbetare. Under 1860-talet uppmuntrade plantageägare i Australien, Fiji, Nya Spanien och Samoaöarna, som var i behov av arbetare, en långsiktig kontraktsanställd arbetskraftshandel kallad "blackbirding". På höjden av arbetskraftshandeln arbetade mer än hälften av den vuxna manliga befolkningen av flera av öarna utomlands. Fragmentariska bevis tyder på att den nuvarande befolkningen i Vanuatu är kraftigt reducerad jämfört med tiden före upptäckten.
Under 1800-talet reste katolska och protestantiska missionärer från Europa och Nordamerika till öarna för att arbeta med människor. Till exempel, John Geddie (1815–1872), en skotsk-kanadensisk presbyteriansk missionär, anlände till ön Aneityum 1848. Han tillbringade resten av sitt liv där och arbetade för att omvända invånarna till kristendom och västerländska sätt. John Gibson Paton var en skotsk missionär som ägnade sitt liv åt regionen. Nybyggare anlände i jakt på mark för att etablera bomullsplantager. När internationella bomullspriser rasade, bytte plantageägare till kaffe, kakaobönor, bananer, och mest framgångsrikt, kokosnötter. Inledningsvis utgjorde britter från Australien en majoritet av bosättarna, men inrättandet av Compagnie calédonienne des Nouvelles-Hébrides 1882 lockade även fransmän. I början av 1900-talet var fransmännen dubbelt så många som britterna.

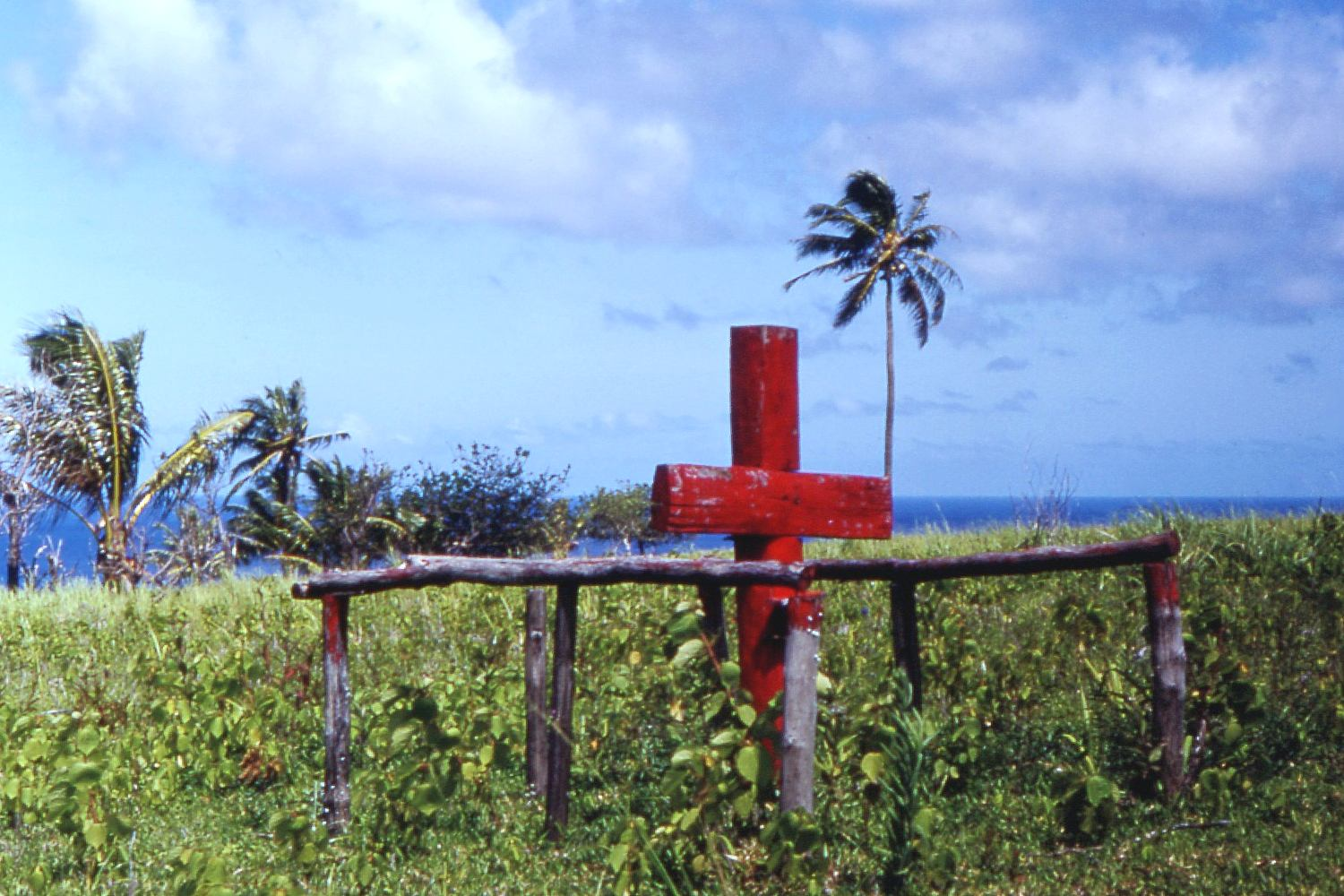
Ceremoniellt John Frum-kors på ön Tanna, Nya Hebriderna (numera Vanuatu), 1967.

Denna röra av franska och brittiska intressen väckte framställningar från en eller annan av de två makterna att annektera territoriet. År 1906 enades Frankrike och Storbritannien om att administrera öarna tillsammans. Det brittisk-franska kondominatet var en unik form av regering. De separata statliga systemen samlades i en gemensam styrelse. Melanesier hindrades från att förvärva medborgarskap i någon av makterna.
Utmaningar för denna form av regering började under 1940-talet. Ankomsten av amerikaner under andra världskriget, med sina informella vanor och relativa välstånd, bidrog till ökad nationalism på öarna. Tron på en mytisk messiansk figur vid namn John Frum var grunden för en inhemsk cargokult (en rörelse som försöker erhålla industrivaror genom magi) som lovade melanesier frälsning. Idag är John Frum både en religion och ett politiskt parti med en ledamot i parlamentet.
Det första politiska partiet bildades i början av 1970-talet och kallades ursprungligen New Hebrides National Party. En av grundarna var fader Walter Lini, som senare blev premiärminister. Partiet döptes om till Vanua'aku Pati 1974 och drev frågan om självständighet. År 1980, mitt i det korta Kokosnötskriget, skapades Republiken Vanuatu.
Under 1990-talet upplevde Vanuatu politisk instabilitet. Det resulterade slutligen i ett mer decentraliserat styre. Vanuatu Mobile Force, en paramilitär grupp, försökte sig på en kupp 1996 på grund av en lönetvist. Det fanns anklagelser om korruption i Maxime Carlot Kormans regering. Nya val har efterlysts flera gånger sedan 1997, senast 2004. I november 2009 förlorade Vanuatus premiärminister Edward Natapei sin plats i parlamentet och därmed premiärministerposten på grund av en byråkratisk blunder. Enligt vanuatisk lag måste en ledamot av parlamentet som är borta tre möten med parlamentet i rad uppge orsaken till detta till talmannen. Medan Edward Natapei var borta på toppmöte med Samväldet var det ingen som såg till att ett meddelande om detta kom talmannen till handa. De resterande parlamentsledamöterna blev därmed tvungna att utse en ny premiärminister och den vakanta platsen fick tillsättas genom fyllnadsval.

## Geografi

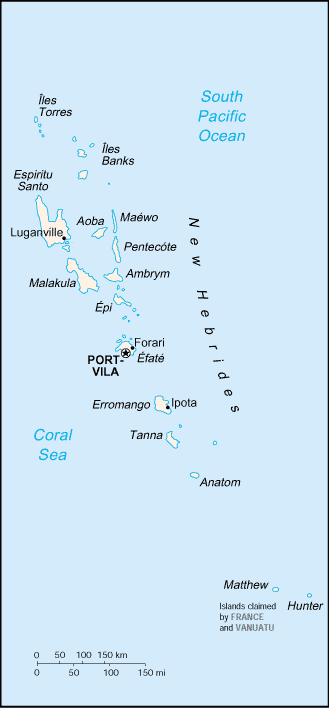
Karta.

### Topografi och hydrografi
Vanuatu är en ögrupp som består av tolv större och omkring 60 mindre öar, varav färre än 70 är bebodda, som sträcker sig drygt 900 km från nordväst mot sydöst. Ögruppen och djuphavsgraven Nya Hebridergraven väster om Vanuatu uppstod i kollisionen mellan tektoniska oceanplattor. Området har aktiva vulkaner, det finns heta källor och gejsrar och jordbävningar förekommer. På de två öarna, Espíritu Santo och Malekula, finns äldre beggrund. Berggrunden på de andra öarna består av lava och korallkalk. Öarna består av berg, platåer och kullar och på Espiritu Santo reser sig Vanuatus högsta berg, Tabwemasana 1 879 m ö.h.Vanuatu omges av ett sammanhängande korallrev.
1999 inträffade en allvarlig jordbävning, följt av en tsunami, som orsakade stora skador på ön Pentecote. En annan kraftig jordbävning 2002 orsakade svåra skador i huvudstaden med omgivningar. Även denna jordbävning följdes av en tsunami. 

### Klimat
Vanuatu har ett tropiskt klimat som är hett och fuktigt från november till april samt svalt och torrt från maj till oktober. Sydostpassaden blåser över ögruppen. Det regnar ca 2 000 mm per år på de södra öarna och 4 000 mm per år på de norra. På de mellersta öarna ligger medeltemperaturen mellan  22–27 °C.
Tropiska cykloner förekommer, den 13 mars 2015 drabbades Vanuatu av cyklonen Pam med vindhastigheter på 270 km/h. Pam orsakade stor förödelse. I  Port Vila skadades cirka 90 procent av bebyggelsen.

### Växt- och djurliv
Ursprungsvegetationen är regnskog utom på de södra öarna där det finns torrskog med öppna grässavanner. Vid kusterna finns mangrovevegetation och i regnskogarna ormbunkar och orkidéer. Det finns ca 870 arter fanerogamer och av dessa är 150 endemiska. En del regnskog har ersatts med odlingar av kaffe, sockerrör, kakao och bomull.
Inom ögruppen finns bara tolv arter däggdjur, där alla är fladdermöss eller gnagare. I Vanuatu häckar 76 arter fågelarter: duvor, honungsätare, salanganer och papegojarter. På öarna finns 20 kräldjursarter.  

### Naturskydd
Vanuatu har inga naturskyddade områden.

## Styre och politik

### Administrativ indelning
Vanuatu är indelat i sex provinser sedan 1994, Malampa, Penama, Sanma Shefa, Tafea och Torba. Från 1985 till 1994 var Vanuatu indelat i 11 regioner och före 1985 var Vanuatu indelat i fyra administrativa distrikt.

### Politik
6 oktober 2023 avsattes premiärminister Kilman efter en misstroendeomröstning. Samma dag röstades Charlot Salwai till premiärminister och svors in omedelbart efter omröstningen.

### Internationella relationer
Två av öarna, Matthew och Hunter, gör även Nya Kaledonien (Frankrike) anspråk på.[källa behövs]

## Ekonomi
Vanuatu är en av världens minst utvecklade länder med begränsad ekonomi, dålig ekonomi och brist på utbildad arbetskraft. Cirka 70 procent av befolkningen lever av jordbruk och den huvudsakliga grödan för export är kopra, men odlingen är osäker på grund av tropiska oväder och varierande efterfrågan. Även nötkött exporteras. Vanuatu får också inkomster genom att sälja fisketillstånd till utländska fiskefartyg. Turistnäringen och finansiella tjänsteföretag är näringar som växer inom ögruppen. Vanuatu har underskott i handelsbalansen, men turistinkomster, finansiella tjänster, bekvämlighetsregistrering av fartyg samt bistånd uppväger detta.

## Befolkning

### Demografi

#### Större städer
Den största tätorten är huvudstaden Port Vila med 51 300 invånare 2012.

#### Urbanisering
Befolkningen bor längs kusterna.

#### Minoriteter
Mer än 95 procent av befolkningen är melanesier. Utöver det finns polynesier, européer, mikronesier och asiater.

### Språk
Vanuatu har tre officiella språk:  bislama (ett engelskbaserat pidginspråk) samt engelska, och franska. Landet kan vara det mest språksplittrade i världen i förhållande till sin folkmängd. Troligen finns drygt hundra inhemska språk som alla  tillhör den oceaniska grenen av de austronesiska språken.

### Religion
Drygt 80 procent av befolkningen är kristen (presbytarianer, anglikaner och katoliker, samt mindre kyrkor som sjundedagsadventister och Church of Christ). Kristendomen kom till ögruppen 1839 genom missionärer från Cooköarna och Samoa som utmynnade i ögruppens presbyterianska kyrka. Med början 1849 utbildades unga ur befolkningen till missionärer av den anglikanska kyrkan i Nya Zeeland. Utöver dessa finns mindre kyrkor och cargokulter. På ön Tanna ses finns flera cargokulter: Prins Philip, hertig av Edinburgh och John Frum.

## Internationella rankningar
| Organisation                                | Undersökning                   | Rankning   |
| ------------------------------------------- | ------------------------------ | ---------- |
| Heritage Foundation/The Wall Street Journal | Index of Economic Freedom 2019 | 116 av 180 |
| Reportrar utan gränser                      | Pressfrihetsindex 2019         | N/A        |
| Transparency International                  | Korruptionsindex 2018          | 64 av 180  |
| FN:s utvecklingsprogram                     | Human Development Index 2018   | 141 av 189 |